# Nahir (película)
Nahir es una película de suspenso policial y drama argentina de 2024 dirigida por Hernán Guerschuny, escrita por Sofía Wilhelmi y protagonizada por Valentina Zenere y Simón Hempe, con las actuaciones de reparto de César Bordón, Mónica Antonópulos y Nacho Gadano. La película está basada en un hecho real conocido como el Caso Nahir Galarza, ocurrido en el año 2017 en la ciudad de Gualeguaychú, provincia de Entre Ríos, Argentina, en el cual Nahir Galarza, de 19 años, resultó ser condenada a cadena perpetua por homicidio agravado por el vínculo al ser acusada de asesinar a su pareja, Fernando Pastorizzo, de 20 años de edad.
La película fue estrenada mundialmente por la plataforma de videodemanda Prime Video el 22 de mayo de 2024.

## Sinopsis
En 2017, se produjo uno de los crímenes más conmocionantes de los últimos años de la historia policial reciente en Argentina. Nahir Galarza, una joven de 19 años, fue condenada por asesinar a su novio, Fernando Pastorizzo, de 20 años, convirtiéndose así en la mujer más joven de la historia del país en ser sentenciada a cadena perpetua por sus crímenes.

## Reparto
Nota: Los nombres de algunos personajes fueron cambiados por motivos dramatúrgicos o de derecho; los nombres reales se encuentran entre paréntesis.
- Valentina Zenere como Nahir Galarza
- Simón Hempe como Federico (inspirado en Fernando Pastorizzo)
- César Bordón como Marcelo Galarza
- Mónica Antonópulos como Yamina Kroh
- Felipe Canullan Weise como Aaron Galarza
- Ramiro Vayo como Tarelli
- Nacho Gadano como Jorge Zonzini
- Darío Levy como Suárez Lorente
- Pedro Risi como Barreiro
- Mariel Neira como Vanesa
- Sasha Falcke como Jazmín
- Juan Eriji Weil como Pedro
- Narella Clausen como Vito
- Ana Waisbein como Romina Castro
- Pilar Fridman como Malenita Veiro
- Stephanie Troiano como Organizadora
- Martín Taboada como Raúl
- Gisela Esquivel como Sabrina
- Magdalena Peña como Daiana (tía Nahir)
- Abril Vergara como Agustina (prima Nahir)
- Santiago Riva Roy como Ezequiel Leguizamón
- Gastón Chamorro como Juez
- Maite Velo como Irene Velo
- Paula Carruega como Malena Fazio
- Pichi Carol como Macarena
- Fernando Pardo como tío Nahir

## Producción y rodaje
La película es una coproducción de Zeppelin Studio, Prime Video, MGM y el INCAA.
El 4 de junio de 2023, se publicaron las primeras imágenes de la película en las redes sociales de la plataforma Prime Video, junto a un video de pocos segundos donde aparece Zenere en la piel de Nahir Galarza. En julio de 2023, se conoció que la película había empezado su rodaje. Meses más tarde, se conoció que para el rodaje de la película tuvieron que recrear los escenarios de Gualeguaychú en las ciudades Belén de Escobar y 25 de Mayo en la provincia de Buenos Aires, debido al rechazo por parte de los habitantes de Gualeguaychú a la realización de la película.
En marzo de 2024, se filtró por medio de la red social Instagram el afiche promocional de la película en diversas cuentas pertenecientes a diversos medios de comunicación.

## Estreno
La película se estrenó en Prime Video el 22 de mayo de 2024.

## Recepción

### Comentarios de la crítica
Marcelo Stiletano de La Nación señaló que la película relata la historia de Nahir Galarza «con cautela, prolijidad y una mirada próxima al melodrama costumbrista», en la cual elogió las interpretaciones de Zenere y Bordón, asegurando que la primera «encarna a Nahir con una gran aplicación, disciplina y mucho compromiso», mientras que el segundo ofrece una «magnífica personificación de Marcelo Galarza» y «trabaja con extraordinaria eficacia la cuerda más compleja de la personalidad de un hombre potencialmente violento».
En una reseña para La Voz del Interior, Diego Tabachnik escribió que Nahir es «correcta en su desarrollo, pero se queda en la superficie de sus personajes», sin embargo, mencionó que el filme se destaca en «todos los rubros técnicos y en las actuaciones en general, y el drama no tiene estridencias pero tampoco puntos altos».

### Premios y nominaciones
| Premio                                 | Fecha del evento           | Categoría                                                               | Receptor         | Resultado | Ref.   |
| -------------------------------------- | -------------------------- | ----------------------------------------------------------------------- | ---------------- | --------- | ------ |
| Premios Martín Fierro de Cine y Series | 21 de octubre de 2024      | Mejor película de plataforma                                            | Nahir            | Nominado  | [ 13 ] |
| Premios Produ                          | 30 y 31 de octubre de 2024 | Mejor película de acción, policial, thriller estrenada en plataforma    | Nahir            | Nominado  | [ 14 ] |
| Premios India Catalina                 | 5 de abril de 2025         | Mejor largometraje iberoamericano de ficción para plataformas           | Nahir            | Nominado  | [ 15 ] |
| Premios India Catalina                 | 5 de abril de 2025         | Mejor actriz de largometraje iberoamericano de ficción para plataformas | Valentina Zenere | Nominada  | [ 15 ] |